# Guéridon (Braque)
Pour les articles homonymes, voir Guéridon (homonymie).
Guéridon est un tableau réalisé par Georges Braque début 1913. Cette toile à l'huile et au fusain est une nature morte cubiste représentant un guéridon. Elle est conservée au Kunstmuseum, à Bâle, en Suisse.

## Expositions
- Le Cubisme, Centre national d'art et de culture Georges-Pompidou, Paris, 2018-2019.